# Bălăușeri
Bălăușeri [ˈbələuʃerʲ] (veraltet Balavașar oder Balaușeri; deutsch Bladenmarkt oder auch Bladen, ungarisch Balavásár auch Balavására) ist eine Gemeinde im Kreis Mureș in der Region Siebenbürgen in Rumänien.

## Geographische Lage

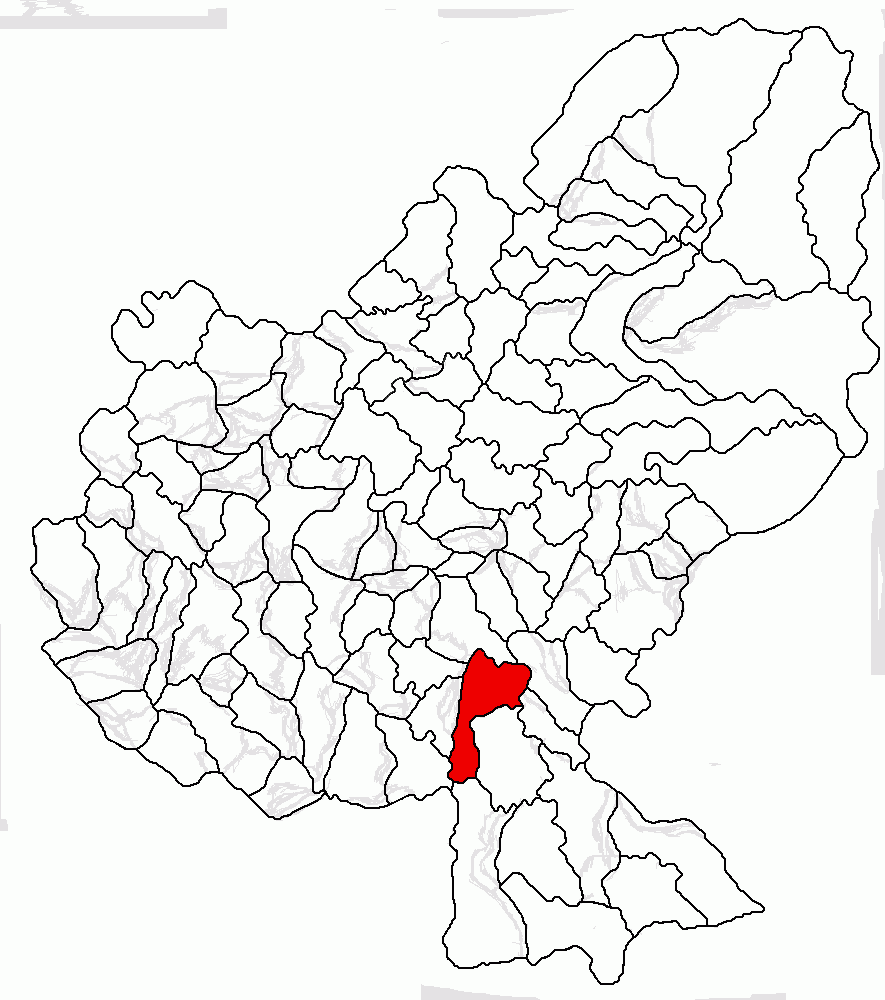
Lage der Gemeinde Bălăușeri im Kreis Mureș

Die Gemeinde Bălăușeri liegt im Kokeltal (Podișul Târnavelor) im südlichen Teil des Kreises Mureș.
Der Ort Bălăușeri befindet sich am Oberlauf der Târnava Mică (Kleine Kokel), der Nationalstraße Drum național 13 – Teil der Europastraße 60 – und der Bahnstrecke Blaj–Târnăveni–Praid 12 Kilometer westlich von der Kleinstadt Sângeorgiu de Pădure und 24 Kilometer südlich von der Kreishauptstadt Târgu Mureș (Neumarkt am Mieresch) entfernt.

## Geschichte
Der Ort Bălăușeri wurde erstmals, nach unterschiedlichen Angaben, 1247 oder 1325 urkundlich erwähnt.
Auf eine Besiedlung des Areals der heutigen Gemeinde bis in die Römerzeit zurück, deuten Reste eines Wachturms auf dem Gebiet des eingemeindeten Dorfes Dumitreni (ungarisch Szentdemeter). Archäologische Funde der Jungsteinzeit wurden bei Chendu (Großkend) und in Senereuș (Zendersch)gefunden.  Auf dem sogenannten Reissenberg, wurden zahlreiche archäologische Objekte, die unterschiedlichen Zeitaltern zugeordnet werden, gefunden. Diese befinden sich im Hermannstädter Museum. Im Königreich Ungarn gehörte die heutige Gemeinde dem Stuhlbezirk Dicsőszentmárton (heute Târnăveni) in der Gespanschaft Klein-Kokelburg, anschließend dem historischen Kreis Târnava-Mică und ab 1950 dem heutigen Kreis Mureș an.

## Bevölkerung
Die Bevölkerung der Gemeinde entwickelte sich wie folgt:
| 1850 | 4.473 | 424   | 2.293 | 1.471 | 285            |
| 1920 | 5.076 | 409   | 2.872 | 1.602 | 193            |
| 1941 | 6.361 | 333   | 3.889 | 1898  | 241            |
| 1977 | 5.923 | 1.049 | 3.961 | 495   | 418            |
| 1992 | 5.214 | 861   | 3.772 | 31    | 550            |
| 2002 | 5.064 | 905   | 3.404 | 13    | 742            |
| 2011 | 4.889 | 835   | 3.174 | 10    | 870 (Roma 662) |
| 2021 | 4.852 | 1.053 | 2.970 | 4     | 825 (Roma 644) |

Seit 1850 wurde auf dem Gebiet der heutigen Gemeinde die höchste Einwohnerzahl und die der Rumäniendeutschen im Jahr 1941 registriert. Die höchste Einwohnerzahl der Magyaren (4006) und die der Rumänen (1417) wurde 1966 und die der Roma (742) 2002 ermittelt.
Die Hauptbeschäftigung der Bevölkerung ist die Landwirtschaft.

## Sehenswürdigkeiten
- Im eingemeindeten Dorf Agrișteu (Erlenwald) die reformierte Kirche im 13. Jahrhundert aufgebaut, im 18. erneuert und auch gleichzeitig der Glockenturm aus Holz errichtet, stehen unter Denkmalschutz.[8]
- Im eingemeindeten Dorf Chendu das Anwesen eines ehemaligen Herrnhof im 19. Jahrhundert errichtet, ist heute in einem desolaten Zustand und steht unter Denkmalschutz.[8]
- Im eingemeindeten Dorf Dumitreni die römisch-katholische Kirche Ende des 17. Anfang des 18. Jahrhunderts errichtet, steht unter Denkmalschutz.[8] Andere Quellen datieren die Kirche mit dem spätgotischen Netzgewölbe in das 15. Jahrhundert. Diese war von 1560 bis 1723 eine reformierte Kirche.[5]
- Im eingemeindeten Dorf Filitelnic (Felldorf) die evangelische Kirche im 15. Jahrhundert errichtet, im 18. Jahrhundert umgebaut, und auch das Pfarrhaus im 17. Jahrhundert aufgebaut, sind heute in einem schlechten Zustand, stehen unter Denkmalschutz.[8]
- Im eingemeindeten Dorf Senereuș die evangelische Kirchenburg im 16. Jahrhundert errichtet, im 19. Jahrhundert erneuert, die heute gut erhaltene Kirche[9] 1870 bis 1873 aufgebaut, stehen unter Denkmalschutz.[8]

## Städtepartnerschaften
Die Dörfer der Gemeinde Bălăușeri pflegen Städtepartnerschaften mit dem niederländischen Ortsteil Kudelstaart der Gemeinde Aalsmeer und den ungarischen Orten Aldebrő, Fót, Kisbárapáti, Somogyvár und Tápiószentmárton.